# Salsa Criolla

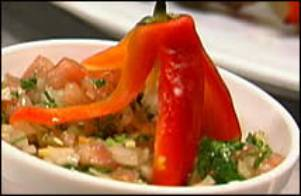
Salsa criolla argentina

Salsa Criolla ist eine kalte pikante Soße der südamerikanischen Küche, besonders in Peru (Salsa Criolla Peruana) und in Argentinien (Salsa Criolla Argentina).

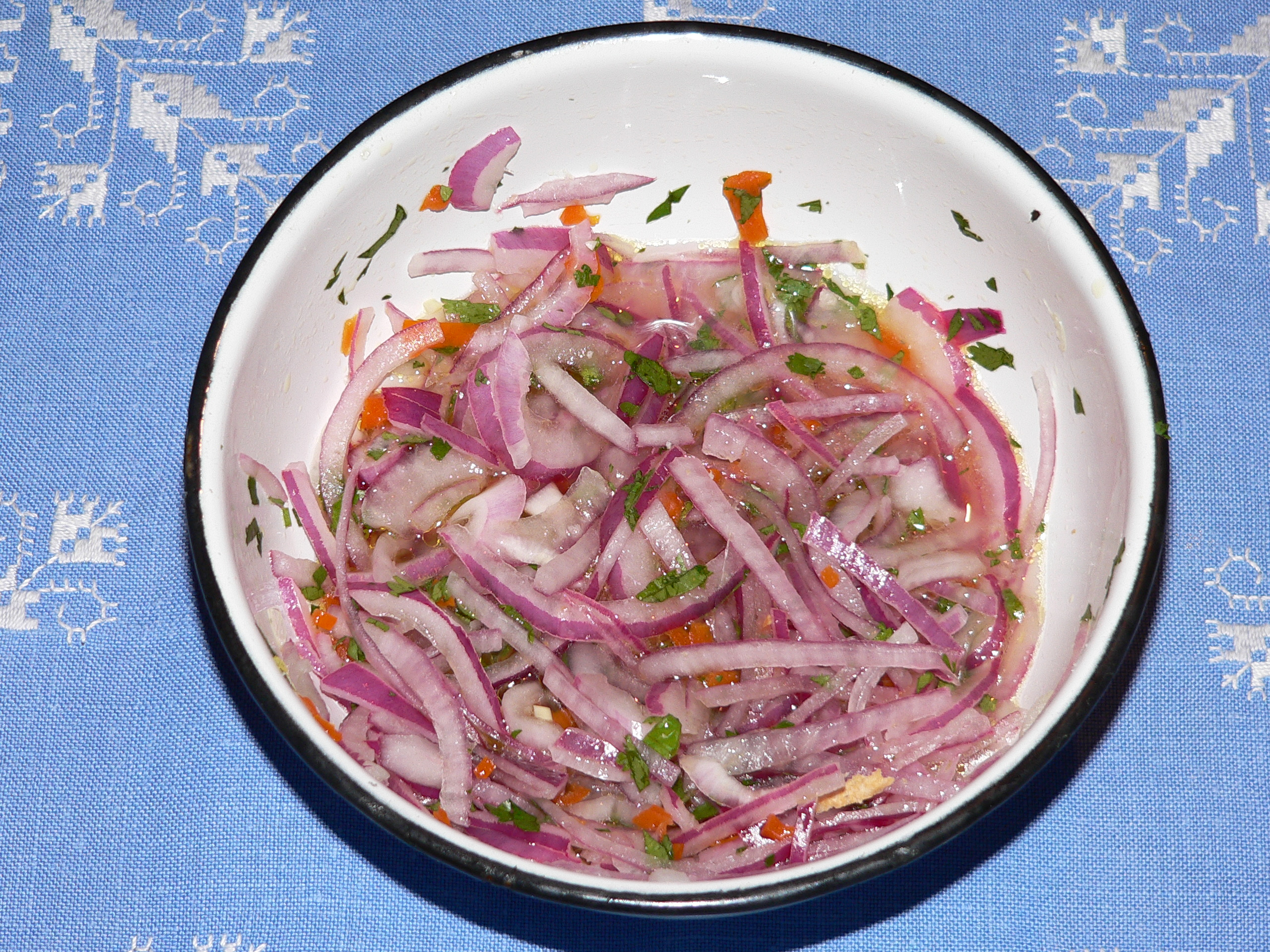
Salsa Criolla aus Peru

Salsa Criolla besteht aus frischen fein geschnittenen Zwiebeln mit Tomaten, Knoblauch, rotem und grünem Paprika, gemischt mit Olivenöl und Essig, je nach Region werden noch Kräuter und Gewürze hinzugefügt. Sie kann zum Tunken oder zum Würzen von Lebensmitteln verwendet werden, und ist insbesondere zu Grillgerichten und Street Food beliebt. Peruaner verwenden Ají Amarillo in dieser Soße, eine Art von Chilis mit rauchiger fruchtiger Note.